# Saint-Antoine (Doubs)
Saint-Antoine – miejscowość i gmina we Francji, w regionie Burgundia-Franche-Comté, w departamencie Doubs.
Według danych na rok 1990 gminę zamieszkiwały 243 osoby, a gęstość zaludnienia wynosiła 54 osoby/km² (wśród 1786 gmin Franche-Comté Saint-Antoine plasuje się na 504. miejscu pod względem liczby ludności, natomiast pod względem powierzchni na miejscu 842.).